# Кудря, Наталья Ивановна
Наталья Ивановна Кудря (укр. Наталія Іванівна Кудря, род. 21 июля 1959) — советская и украинская актриса театра и кино, Народная артистка Украины (2006).

## Биография
Наталья Кудря родилась 21 июля 1959 года в селе Попельня.
В 1978 году окончила Днепропетровское государственное театральное училище Министерства культуры СССР. Работала в Днепропетровском русском театре.
С 1987 года актриса Киевского национального театра русской драмы имени Леси Украинки в Киеве.

## Семья
Муж — Разумков, Александр Васильевич, украинский политик, заместитель секретаря Совета национальной безопасности и обороны Украины (разошлись в середине 1990-х). В браке родился сын Дмитрий — политтехнолог и политик, руководитель избирательной кампании Владимира Зеленского, лидер партии Зеленского «Слуга народа», в 2019-2021 Председатель Верховной Рады Украины.

## Творчество

### Театральные работы
- 2012 — «Цинічна комедія»,
- 2011 — «Юбілей? Юбілей. Юбілей!»,
- 2003 — «Вовки та вівці»,
- 2002 — «Хто вбив Емілію Галотті?»,
- 2001 — «І це все було… і все це буде…»,
- 2000 — «Маскарадні забави»,
- 1997 — «Крокодил»,
- 1997 — «Банківські службовці»,
- 1995 — «Ревнощі»,
- 1993 — «Генерали в спідницях»,
- 1993 — «Веселися, коли наказують»,
- 1992 — «Метеор»,
- 1992 — «Запрошення до замку»,
- 1991 — «Без вини винуваті»,
- 1991 — «Кандід»,
- 1990 — «Ідея господаря будинку»,
- 1989 — «Казка про солдата та змію»,
- 1989 — «Уроки музики»,
- 1989 — «Самогубець»,
- 1988 — «Криваве весілля»,
- 1988 — «Перламутрова Зінаїда»,
- 1988 — «Зорі на ранковому небі»,
- 1988 — «Коник-горбоконик»,
- 1988 — «ОБЕЖ»,
- 1983 — «Філомена Мартурано»,
- 1982 — Гравець".

### Фильмография
1. 1990 — Мои люди — гостья
2. 1990 — Фуфель — соседка Марины
3. 2003 — За двумя зайцами (мюзикл) — подруга Тони Коровяк
4. 2006 — Возвращение Мухтара-3 — Мальцева
5. 2009 — Индийское кино — Люся
6. 2013 — Шеф полиции — Елизавета Георгиевна Глинская
7. 2014 — Коньки для чемпионки — Зоя
8. 2016 — Подкидыши (сериал) — Мария Ивановна Ковалёва

## Признание и награды
- 22 августа 1996 — Заслуженная артистка Украины[1]
- 30 ноября 2006 — Народная артистка Украины[2]